# The Cabinet
Palmarès
Veuillez consulter la section détaillée ci-dessous...
The Cabinet est un ancien clan de catch heel à la World Wrestling Entertainment dans la division SmackDown. Il a été créé par John "Bradshaw" Layfield peu de temps après qu'il eut remporté le WWE Championship au Great American Bash 2004. Ce groupe était construit autour de JBL qui s'appuyait dessus lors de ses défenses de titre et ses divers affrontements.

## Carrière
Le futur du Cabinet semblait être incertain, à la mi-2005 après le renvoi de Amy Weber et le départ des Basham Brothers (qui étaient alors séparés à la suite du WWE Draft Lottery). Le groupe ne se résumait plus qu'en JBL et Orlando Jordan. Les deux hommes se concentraient sur leur propre carrière, ça semblait être la fin du Cabinet mais le 16 septembre 2005 lors d'une édition de Friday Night SmackDown!, après que JBL perdait contre Rey Mysterio, il engageait Jillian Hall dans l'espérance de "reprendre en main" sa carrière. Même s'il y avait l'ajout d'une chargée de communication, il n'y avait aucune mention du Cabinet jusqu'au 9 décembre 2005 quand Orlando Jordan assistait JBL dans un match, Théodore Long lui annonçait qu'il apparaissait que JBL ramenait le Cabinet. La paire (OJ et JBL) faisait équipe pour un match à la fin de la soirée.
Le retour du Cabinet était plus tard complet quand la chargée de relations publiques, Jillian Hall accompagnait Orlando Jordan sur le ring pour un match enregistré pour WWE Velocity le 16 décembre. Depuis Jillian Hall a été virée par JBL, Orlando Jordon a été renvoyé de la WWE, et JBL s'est retiré du catch.

## Membres
Le groupe était organisé comme un cabinet présidentiel. Le marque du clan était le geste "Longhorn", où chaque membre élevait ses bras à l'horizontal dans ce qui ressemble au symbole des cornes de taureau venus tout droit du Texas comme celle présentes sur la limousine de JBL. Tous les membres masculins détenaient un titre lorsqu'ils faisaient partie du clan. 
- Leader : John "Bradshaw" Layfield.
- Image Consultant : Amy Weber ; quittait la WWE mais était virée à l'écran (kayfabe) par JBL
- Co-Secretaries of Defense : The Basham Brothers (Doug et Danny Basham) ; ont démissionné le 16 juin 2005 à SmackDown!
- Chief of Staff : Orlando Jordan ; arrêtait doucement d'apparaître avec JBL après avoir perdu le titre US.
- Publicist / Fixer : Jillian Hall; virée par JBL

## Titres
John "Bradshaw" Layfield remportait le titre WWE au Great American Bash 2004, et le conservait jusqu'à WrestleMania 21. Pendant cette période il créait le Cabinet. ce règne durait neuf mois, JBL devenant le champion de la WWE au plus long règne de la dernière décennie. JBL les a tous battus durant son règne: Eddie Guerrero, The Undertaker, Booker T, The Big Show et Kurt Angle.
Orlando Jordan a remporté le WWE United States Championship, après avoir décroché une victoire controversée face au champion John Cena le 3 mars 2005. C'était son premier titre depuis ses débuts. Jordan et JBL détruisaient plus tard la ceinture tournante de Cena.
Les Co-Secretaries of Defense, les Basham Brothers obtenaient leur deuxième règne en tant que Champions par équipe le 13 janvier à SmackDown! quand ils éliminaient Rob Van Dam & Rey Mysterio dans un Fatal Four Way elimination match qui incluait aussi les équipes de Mark Jindrak & Luther Reigns et Booker T & Eddie Guerrero.